# Junkers Ju 488
Юнкерс Ю-488 (нем. Junkers Ju 488) — прототип тяжёлого стратегического бомбардировщика, разработанный нацистской Германией во время Второй мировой войны. Проект так и не прошел дальше стадии прототипа, который был уничтожен во время рейда французского Сопротивления.

## История создания
Для производства усовершенствованного четырёхмоторного стратегического бомбардировщика для Люфтваффе в 1944 году Юнкерс предложил создать упрощенную конструкцию путем объединения узлов Ju 188, Ju 288 и Ju 388 (особенно его кабины) добавив новое крыло и узлы средней части фюзеляжа.
Это привело бы к созданию гладкого самолёта длиной около 20,4 м и размахом крыльев почти 31,4 м. Ju 488 предполагалось оснастить четырьмя радиальными двигателями BMW 801J.
Более поздние версии, как и большинство поздних немецких двухместных и многомоторных боевых самолётов, должны были оснащаться четырьмя спарками из 24-цилиндровых двухблочных двигателей Jumo 222 с жидкостным охлаждением. Первые два прототипа, Ju 488 V401 и V402, имели секции фюзеляжа, построенные на заводе Latécoère во Франции, в то время как другие компоненты готовились на заводах Junkers в Германии.

## Характеристики
| Параметр | Длина, м | Размах крыла, м | Высота, м | Площадь крыла, м2 | Вес пустого, кг | Максимальная нагрузка, кг | Двигатели                  |
| -------- | -------- | --------------- | --------- | ----------------- | --------------- | ------------------------- | -------------------------- |
| Значение | 23.25    | 31.29           | 6.10      | 88                | 21.000          | 36.000                    | 4х Junkers Jumo 222A-3/B-3 |